# زنان سیری‌ناپذیر
زنان سیری‌ناپذیر (ایتالیایی: Femmine insaziabili) یا سیری‌ناپذیرها (ایتالیایی: Gli insaziabili) یک فیلم جالوی ایتالیایی-آلمانی به کارگردانی آلبرتو د مارتینو است که در سال ۱۹۶۹ منتشر شد.

## گزیدهٔ بازیگران
- دوروتی مالون
- رابرت هوفمان
- لوچانا پالوتزی
- فرانک ولف
- جان آیرلند
- روگر فریتز
- رومینا پاور
- نیکولتا ماکیاولی
- رزماری لینت
- راینر بازدو
- راد دینا
- جان کارلسن